# Gliese 667 Cc
Gliese 667 Cc (GJ 667Cc) – planeta pozasłoneczna znajdująca się w układzie planetarnym czerwonego karła GJ 667C, będącego trzecią gwiazdą układu potrójnego Gliese 667. Potwierdzono istnienie przynajmniej jeszcze jednej planety krążącej wokół tej gwiazdy – Gliese 667 Cb. GJ 667Cc jest czwartą odkrytą planetą, która położona jest w ekosferze swojej gwiazdy, co oznacza między innymi, że na jej powierzchni może istnieć woda i dogodne warunki do powstania na niej życia.
Masa planety wynosi 3,8 M🜨 i należy ona do typu ciepłej superziemi. Planeta krąży w odległości zaledwie 0,12 j.a. od swojej gwiazdy macierzystej, czyli bliżej swojej gwiazdy niż Merkury od Słońca. Gwiazda Gliese 667 C jest jednak znacznie chłodniejsza niż Słońce i choć do planety dociera aż 90% światła docierającego do Ziemi, to głównie w zakresie podczerwieni.
Wskaźnik podobieństwa do Ziemi (ESI) dla Gliese 667 Cc wynosi 0,84, co obecnie (styczeń 2016) plasuje ją wraz z planetą Kepler-442b na trzecim miejscu na liście planet najbardziej podobnych do Ziemi, za planetami Kepler-438b i Kepler-296e.